# Myndtown
Myndtown – wieś i civil parish w Anglii, w hrabstwie Shropshire. W 2001 roku civil parish liczyła 91 mieszkańców. Myndtown jest wspomniana w Domesday Book (1086) jako Munete.